# Tito (televizijska serija)
"Tito" je hrvatska dramsko-biografska serija koja je s emitiranjem krenula 19. ožujka 2010. godine na HTV 1.

## Premisa
U 12 epizoda, kroz mnoge filmske i televizijske zapise, te uz pomoć igranih dijelova, preko djetinjstva i odrastanja, do školovanja, učenja zanata, odlaska u svijet, 1. svjetskog rata, Bombaškog procesa, godina u SSSR-u, Kominterne II, 2. svjetskog rata, Bleiburga, obračuna s kardinalem Stepincem, Andrijom Hebrangom, te Golog otoka, MASPOK-a, Nesvrstanih i na kraju do razlaza s Jovankom i smrti - vidjet ćemo život Josipa Broza Tita.

## Glumačka postava

### Glavna glumačka postava
| Glumac/glumica   | Lik                         |
| ---------------- | --------------------------- |
| Boris Svrtan     | Josip Broz Tito             |
| Ivo Gregurević   | Josif Staljin               |
| Goran Višnjić    | Andrija Hebrang             |
| Nataša Janjić    | Olga Hebrang                |
| Goran Navojec    | maršal Tobuhin              |
| Mirjana Rogina   | Jovanka Broz                |
| Tarik Filipović  | Titov liječnik              |
| Goran Grgić      | Alojzije Stepinac           |
| Suzana Nikolić   | Marija Broz                 |
| Borko Perić      | ?                           |
| Vedran Mlikota   | ?                           |
| Predrag Vušović  | ?                           |
| Ljubomir Kerekeš | Georgij Mihajlovič Dimitrov |
| Zvonimir Zoričić | ?                           |
| Damir Lončar     | ?                           |
| Igor Mešin       | ?                           |
| Žarko Potočnjak  | ?                           |
| Hrvoje Kečkeš    | ?                           |
| Filip Radoš      | ?                           |
| Kristijan Ugrina | ?                           |
| Adam Končić      | ?                           |
| Darko Janeš      | ?                           |